# Eugène Labiche
Eugène Marin Labiche (ur. 6 maja 1815 w Paryżu; zm. 22 stycznia 1888 tamże) – francuski komediopisarz. Oficer Legii Honorowej (1870).
Urodził się w rodzinie zamożnego przemysłowca. Uczęszczał do Lycée Condorcet. Z podróży po Włoszech wysyłał korespondencje do czasopism paryskich, które później wydał w zbiorze La clef des champs. W roku 1837 napisał i wystawił w teatrze pierwszą komedię La cuvette d'eau.
W ciągu pięćdziesięciu lat stworzył dziesiątki komedii i fars. Wiele z nich przetłumaczono na język polski. Szczególnym powodzeniem cieszyła się napisana w roku 1851 komedia „Słomkowy kapelusz” (Un chapeau de paille d'Italie).